# Liste des souverains de Bahreïn
Cette page détaille la liste des souverains de Bahreïn (arabe : ملك البحرين, Malik al-Baḥrayn). Les rois, anciennement appelés hakims (arabe : Ḥākim al-Baḥrayn, « souverain de Bahreïn ») puis émirs (arabe : Amir Dawlat al-Baḥrayn, « émir », « prince de l'État de Bahreïn »), se succèdent au sein de la famille Al Khalifa (arabe : آل خليفة), originaire du Qatar, depuis la fin du XVIIIe siècle.
L'actuel chef de la dynastie est Hamad ben Issa Al Khalifa (ou Hamad II), émir depuis le 6 mars 1999 avant de se proclamer roi en 2002.

## Liste
|    | Portrait | Nom                         | Début du règne    | Fin du règne      | Notes                                  |
| -- | -------- | --------------------------- | ----------------- | ----------------- | -------------------------------------- |
| 1  |          | Ahmed bin Khalifa           | 1783              | 1796              | Hākim de Bahreïn                       |
| 2  |          | Salman Ier                  | 1796              | 1825              |                                        |
| 3  |          | Khalifa bin Salman          | 1825              | 1834              |                                        |
| 4  |          | Muhammad Ier                | 1834              | 1868              |                                        |
| 5  |          | Ali bin Khalifa             | 1868              | 1869              |                                        |
| 6  |          | Muhammad Ier                | 1869              | 1869              | Second règne                           |
| 7  |          | Muhammad II                 | Septembre 1869    | 1er décembre 1869 |                                        |
| 8  |          | Isa Ier                     | 1er décembre 1869 | 26 mai 1923       |                                        |
| 9  |          | Hamad Ier                   | 27 mai 1923       | 20 février 1942   |                                        |
| 10 |          | Salman II                   | 20 février 1942   | 2 novembre 1961   |                                        |
| 11 |          | Issa ben Salmane Al Khalifa | 2 novembre 1961   | 6 mars 1999       | Souverain (1961-1971) Émir (1971-1999) |
| 12 |          | Hamad II                    | 6 mars 1999       | en fonction       | Émir (1999-2002) Roi (2002)            |